# Густав Ернст фон Ербах-Шьонберг (1739–1812)
Густав Ернст фон Ербах-Шьонберг (на немски: Gustav Ernst zu Erbach-Schönberg; Gustav Emil; * 28 април 1739, дворец Шьонберг, Оденвалд; † 12 февруари 1812, Цвингенберг, регион Дармщат) е граф на Ербах-Шьонберг (Оденвалд) и господар на Бройберг, френски полковник (maréchal de camp), пруски генерал-майор.

## Биография
Той е най-малкият син на граф Георг Август фон Ербах-Шьонберг (1691 – 1758) и съпругата му графиня Фердинанда Хенриета фон Щолберг-Гедерн (1699 – 1750), дъщеря на граф Лудвиг Кристиан фон Щолберг-Гедерн (1652 – 1710) и втората му съпруга херцогиня Кристина фон Мекленбург-Гюстров (1663 – 1749), дъщеря на херцог Густав Адолф фон Мекленбург-Гюстров и съпругата му Магдалена Сибила фон Шлезвиг-Холщайн-Готорп. Братята му са Георг Лудвиг II (1723 – 1777), граф на Ербах-Шьонберг 1758, Франц Карл (1724 – 1788), граф на Ербах-Шьонберг (1777), генерал-майор в Нидерландия, Кристиан фон Ербах-Шьонберг (1728 – 1799), граф на Ербах-Шьонберг 1788, генерал, Георг Август (1731 – 1799), френски бригадиер, Карл Евгений фон Ербах-Шьонберг (1732 – 1816), генерал-фелдцойгмайстер 1799, Казимир фон Ербах-Шьонберг (1736 – 1760, Прага). Сестрите му са Кристина (1721 – 1769), Каролина Ернестина (1727 – 1796), прабаба на кралица Виктория, Августа Фридерика (1730 – 1801), Луиза Елеонора (1735 – 1816).
През 1758 г. Густав Ернст фон Ербах-Шьонберг става френски хауптман. През Седемгодишната война той се бие против Прусия. През 1768 г. става полковник във Франция. Следващите години работи заедно с Прусия и снабдява войската с множество рекрути. От благодарност на 3 ноември 1803 г. пруският крал Фридрих Вилхелм III го прави генерал-майор. През 1807 г. той е награден с „ордена Червен орел“.
Густав Ернст фон Ербах-Шьонберг умира на 12 февруари 1812 г. в Цвингенберг на Бергщрасе на 72 години и е погребан там. Внукът му Густав Ернст (1840 – 1908) е от 1903 г. първият княз на Ербах-Шьонберг, син на синът му граф Лудевиг/Лудвиг III (1792 – 1863) и първата му съпруга графиня Каролина Александрина фон Гронсфелд-Дипенбройк-Лимпург-Зонтхайм (1802 – 1852).

## Фамилия
Густав Ернст фон Ербах-Шьонберг се жени на 3 август 1782 г. в Кьониг, Оденвалд за графиня Хенриета Кристиана фон Щолберг-Щолберг (* 3 август 1753, Щолберг; † 21 януари 1816, Бюдинген), дъщеря на граф Кристоф Лудвиг II фон Щолберг-Щолберг (1703 – 1761) и графиня Луиза Шарлота фон Щолберг-Росла (1716 – 1796). Те имат децата:
- Фердинанда фон Ербах-Шьонберг (* 23 юли 1784, Цвингенберг; † 24 септември 1848, Бюдинген), омъжена на 10 май 1804 г. в Цвингенберг за граф и първият княз Ернст Казимир I фон Изенбург и Бюдинген (* 20 януари 1781, Бюдинген; † 1 декември 1852, Бюдинген)
- Георг Лудвиг фон Ербах-Шьонберг (* 15 януари 1786, Цвингенберг; † 18 април 1803, Цвингенберг)
- Максимилиан фон Ербах-Шьонберг (* 7 април 1787, Цвингенберг; † 1 юни 1823, Шьонберг), ритмайстер, женен на 25 юли 1815 г. в Утфе за графиня Фердинанда София Шарлота Фридерика фон Золм-Рьоделхайм-Асенхайм (*25 февруари 1793; † 31 март 1859) (Золмски род)
- Карл фон Ербах-Шьонберг (* 16 юли 1788, Цвингенберг; † 18 март 1805, Бюдинген), лейтенант
- Емил Кристиан фон Ербах-Шьонберг (* 2 декември 1789, Цвингенберг; † 26 май 1829, Шьонберг), австрийски майор, женен I. на 19 декември 1824 г. в Шьонберг за графиня Мария Анна фон фон Ербах-Шьонберг (* 21 януари 1787; † 19 август 1825), дъщеря на Карл Евгений фон Ербах-Шьонберг, II. на 31 март 1829 г. в Бюдинген за принцеса Йохана Хенриета Филипина фон Хоенлое-Лангенбург (* 8 ноември 1800; † 12 юли 1877), дъщеря на княз Карл Лудвиг фон Хоенлое-Лангенбург
- Густав фон Ербах-Шьонберг (* 18 март 1791, Цвингенберг; † 18 октомври 1813, битка при Лайпциг), френски лейтенант
- Лудевиг III фон Ербах-Шьонберг (* 1 юли 1792, Цвингенберг; † 18 август 1863, Айроло, Швейцария), генерал-лейтенат на Великото херцогство Хесен, женен I. на 28 февруари 1837 г. в Меерхолц за графиня Каролина Александрина Фридерика фон Гронсфелд-Дипенбройк-Лимпург-Зонтхайм (* 9 ноември 1802; † 29 октомври 1852), II. на 26 ноември 1854 г. в Асумщат за нейната сестра графиня Каролина Вилхелмина фон Гронсфелд-Дипенбройк-Лимпург-Зонтхайм (* 10 юни 1799; † 3 януари 1858)
- Августа Мариана фон Ербах-Шьонберг (* 14 октомври 1793, Цвингенберг; † 18 февруари 1812, Цвингенберг)
- Луиза Амалия фон Ербах-Шьонберг (* 9 август 1795, Цвингенберг; † 22 юни 1875, Асенхайм), омъжена на 1 януари 1824 г. в Шьонберг за граф Карл Фридрих Лудвиг Кристиан Фердинанд фон Золмс-Рьоделхайм-Асенхайм (* 15 май 1790; † 18 март 1844) (Золмски род)